# Eleccions legislatives gregues de 1932
Les eleccions legislatives gregues de 1932 se celebraren el 25 de setembre de 1932, durant la Segona República Hel·lena. Va guanyar el Partit Liberal i Elevthérios Venizelos va formar govern.
| Eleccions legislatives gregues de 1932 | Eleccions legislatives gregues de 1932 | Eleccions legislatives gregues de 1932 | Vots   | Vots | Vots | Escons | Escons |
| Eleccions legislatives gregues de 1932 | Eleccions legislatives gregues de 1932 | Eleccions legislatives gregues de 1932 | No.    | %    | +− % | No.    | +−     |
| --- | -------------------------------------- | -------------------------------------- | ------ | ---- | ---- | ------ | ------ |
| Partit Liberal Komma Fileleftheron | Elevthérios Venizelos                  | 398,779                                | 34.04  |      | 98   |        |        |
| Partit Popular Laikon Komma | Panagis Tsaldaris                      | 395,974                                | 33.80  |      | 95   |        |        |
| Partit Progressista Proodeftikon Komma | Georgios Kafandaris                    | 97,836                                 | 8.35   |      | 15   |        |        |
| Partit Agrari Agrotikon Komma |                                        | 72,311                                 | 6.17   |      | 11   |        |        |
| Partit Comunista de Grècia Kommunistikon Komma Ellados                                                                                                  | Nikolaos Zachariadis                   | 58,223                                 | 4.97   |      | 10   |        |        |
| Partit d'Agricultors i Treballadors Agrotikon kai Ergatikon Komma                                                                                       | Alexandros Papanastasiou               | 69,057                                 | 5.89   |      | 8    |        |        |
| Partit Nacional Radical Ethnikon Rizospastikon Komma | Georgios Kondilis                      | 44,798                                 | 3.82   |      | 6    |        |        |
| Partit dels Lliurepensadors Komma Eleftherofronon | Ioannis Metaxàs                        | 18,591                                 | 1.59   |      | 3    |        |        |
| Partit Conservador Democràtic Syntiritiko Demokratikon Komma                                                                                            | Andreas Michalakopoulos                | 7,145                                  | 0.61   |      | 2    |        |        |
| Anti-Venizelistes independents |                                        | 1,221                                  | 0.10   |      | 0    |        |        |
| Venizelistes independents |                                        | 305                                    | 0.03   |      | 2    |        |        |
| Altres partits |                                        | 8,917                                  | 0.76   |      | 0    |        |        |
| Independents |                                        | 5.895                                  | 0,50   |      | 0    |        |        |
| Vots vàlids | Vots vàlids                            | 1,171,637                              | 100,00 |      | 250  |        |        |
| Vots nuls | Vots nuls                              | 4.346                                  |        |      |      |        |        |
| Total | Total                                  | 1.175.983                              |        |      |      |        |        |
| Participació | Participació                           | %                                      |        |      |      |        |        |
| Electorat |                                        |                                        |        |      |      |        |        |
| Font: Web d'eleccions de Lar; Fundació del Món Hel·lènic; Fundació Nacional de Recerca "Elevthérios K. Venizelos" Arxivat 2009-04-22 a Wayback Machine. |                                        |                                        |        |      |      |        |        |